# 데즈카야마 3초메 정류장
데즈카야마 3초메 정류장(일본어: 帝塚山三丁目停留場, てづかやまさんちょうめていりゅうじょう)은 일본 오사카부 오사카시 스미요시구에 있는 한카이 전기 궤도 우에마치 선의 정류장이다. 역 번호는 HN07이다.

## 역사
- 1900년 11월 29일: 오사카 마차철도로 데즈카야마역으로 영업 개시.
- 1909년 12월 24일: 난카이 철도가 나니와 전차 궤도(오사카 마차 철도에서 2번 사명 변경)와의 합병으로 본 노선의 우에마치 선이 됨.
- 1937년경: 데즈카야마 3초메로 정류장명 변경.
- 1944년 6월 1일: 회사 합병에 의하여 긴키 닛폰 철도의 역이 됨.
- 1947년 6월 1일: 회사 분리로 인한 난카이 전기철도의 역이 됨.
- 1980년 12월 1일: 난카이 전기철도의 분사로 한카이 전기 궤도의 역이 됨.

## 역 구조
도로의 노면에 부설된 병용 궤도 상의 정류장에서 정류장은 사거리를 끼고 빗 건너편에 배치되어 있다. 역사나 대합실은 없다.

### 승강장
| 상행 | ■ 우에마치 선 | 덴노지 역앞 방면                                        | 덴노지 역앞 행                 |
| 하행 | ■ 우에마치 선 | 스미요시・아비코미치・하마데라 역앞 방면 한카이 선 직통 | 아비코미치 행 하마데라 역앞 행 |

## 역 주변
도보 4분 거리에 난카이 전기철도 고야 선 데즈카야마 역이 있어 갈아탈 수 있다.
- 스미요시 데즈카야마 우체국
- 반다이 연못
- 데즈카산가쿠인 중・고등학교, 데즈카산가쿠인 초등학교(데즈카산 학원)
- 데즈카야마 고분

## 사진

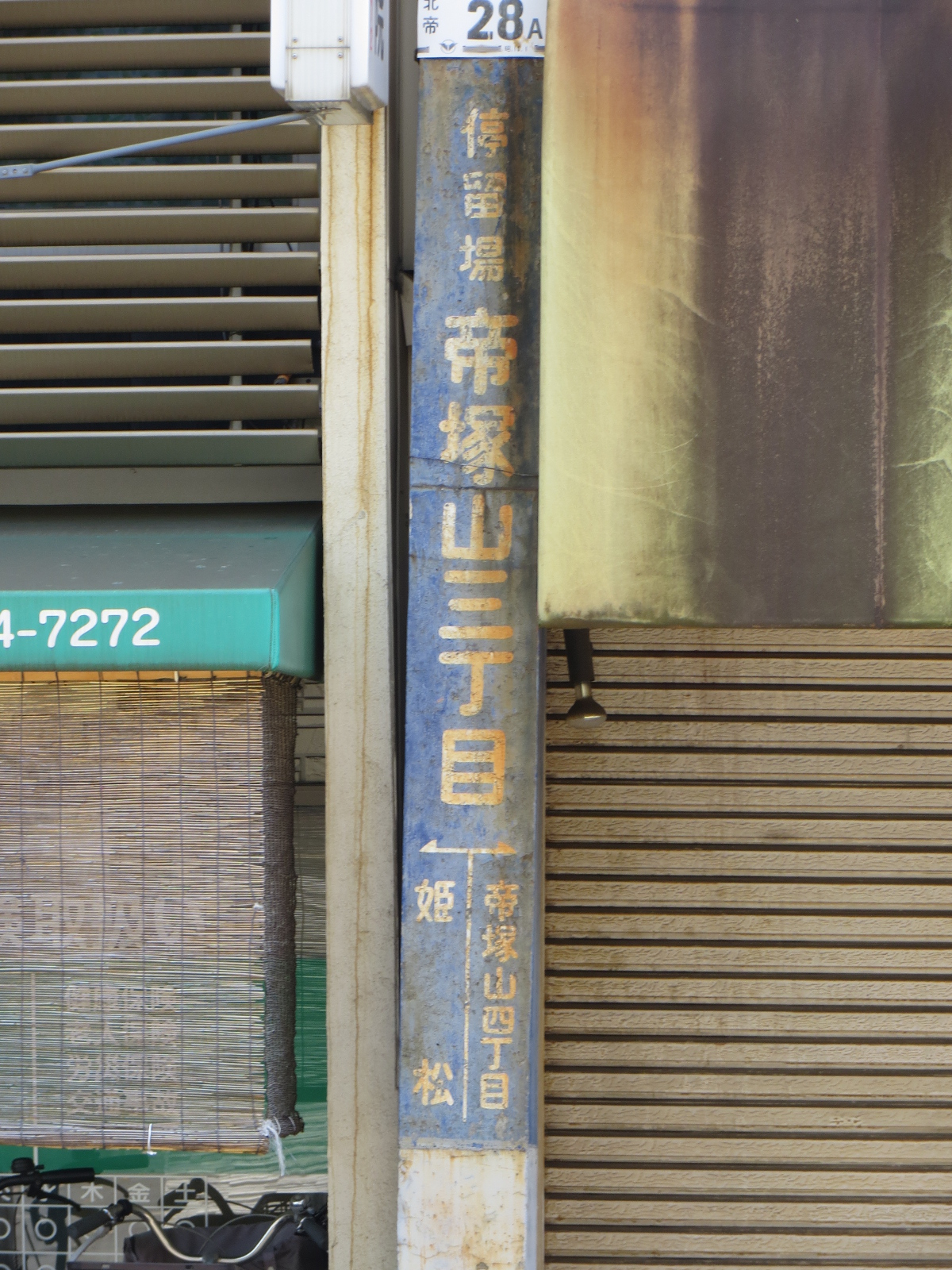
기둥 역명판

## 인접역
| 한카이 전기 궤도 ■ 우에마치 선 | 한카이 전기 궤도 ■ 우에마치 선 | 한카이 전기 궤도 ■ 우에마치 선      |
| ------------------------------ | ------------------------------ | ----------------------------------- |
| HN06 히메마쓰 덴노지 역앞 방면 |                                | 데즈카야마 4초메 HN08 스미요시 방면 |